# Meret Ossenkopp
Meret Ossenkopp (* 21. Juni 1998 in Lüneburg) ist eine deutsche Handballspielerin, die für den deutschen Bundesligisten Sport-Union Neckarsulm aufläuft.

## Vereinskarriere
Ossenkopp begann das Handballspielen in ihrer Geburtsstadt beim HV Lüneburg. Ab ihrem zwölften Lebensjahr besuchte sie das Sportgymnasium Magdeburg und lief für den HSC 2000 Magdeburg auf. Zwei Jahre später wechselte die Linkshänderin an den Olympiastützpunkt Niedersachsen und lief für die TSV Burgdorf auf. Im Jahr 2015 schloss sich die Außenspielerin der A-Jugend des Buxtehuder SV an, mit der sie 2016 und 2017 die deutsche Meisterschaft gewann. Weiterhin lief sie für die 2. Damenmannschaft des BSV in der 3. Liga auf.
Ossenkopp wechselte im Sommer 2018 zum Zweitligisten HC Rödertal. In zwei Spielzeiten erzielte sie für Rödertal insgesamt 196 Tore in der 2. Bundesliga. Im Sommer 2020 kehrte sie zum Buxtehuder SV zurück. Am ersten Spieltag der Saison 2020/21 wurde sie erstmals in der Bundesliga eingesetzt. Meret Ossenkopp erzielte in dieser Spielzeit 102 Tore. Zur Saison 2022/23 wechselte sie zum Ligakonkurrenten Borussia Dortmund.
Ossenkopp lief ab dem Sommer 2024 für den dänischen Erstligisten København Håndbold auf. Ende September 2024 verließ sie den Verein. Ab Januar 2025 stand sie beim deutschen Zweitligisten HL Buchholz 08-Rosengarten unter Vertrag. Zur Saison 2025/26 wechselte sie zur Sport-Union Neckarsulm.

## Nationalmannschaft
Im Juni 2021 wurde sie erstmals zu einem Lehrgang der deutschen Nationalmannschaft eingeladen. Ossenkopp bestritt am 9. April 2023 ihr Länderspieldebüt gegen Griechenland.

## Sonstiges
Ihr Bruder Lukas Ossenkopp spielte ebenfalls Handball.